# Montgru-Saint-Hilaire
Montgru-Saint-Hilaire är en kommun i departementet Aisne i regionen Hauts-de-France i norra Frankrike. Kommunen ligger  i kantonen Oulchy-le-Château som ligger i arrondissementet Soissons. År 2022 hade Montgru-Saint-Hilaire 30 invånare.

## Befolkningsutveckling
Antalet invånare i kommunen Montgru-Saint-Hilaire
Referens: INSEE